# 1410
Năm 1410 là một năm trong lịch Julius.

## Sinh
- Ngày chưa biết:
  - Olive de Groot
  - Masuccio Salernitano, nhà thơ người Ý (mất 1475)
  - William Sinclair, bá tước thứ nhất của Caithness (mất 1484)
- Có thể xảy ra:
  - Johannes Ockeghem, nhà soạn nhạc Hà Lan (mất 1497)
  - Conrad Paumann, organ, nhà soạn nhạc Đức (mất 1473)
  - Vecchietta, họa sĩ, nhà điêu khắc và kiến trúc sư (mất 1480)